# Deltote benita
Deltote benita is een vlinder uit de familie van de uilen (Noctuidae). De wetenschappelijke naam van deze soort is voor het eerst voorgesteld als Tarache (?) benita door William Schaus in een publicatie uit 1904.
De soort komt voor in Brazilië (Paraná).